# Sextonik
Sextonik é um single da francesa Mylène Farmer, lançado em 31 de agosto de 2009. A música foi escrita por Laurent Boutonnat. Esta música faz parte do seu quinto álbum de originais "Point de Suture". Apesar de ser menos bem sucedidos do que os singles anteriores do mesmo álbum, a canção permitido Farmer para bater seu próprio recorde para o artista com o maior número um hits em França.

## Singles
- CD single

1. "Sextonik" (single version) — 4:38
2. "Sextonik" (instrumental) — 4:40

- CD single 1 - Promo

1. "Sextonik" (radio edit) — 3:37

- CD single

1. "Sextonik" (Tomer G sextonik reloaded club mix) — 5:57
2. "Sextonik" (Tomer G sextonik club mix) — 6:10

- Digital

1. "Sextonik" (album version) — 4:35

## Performances nos paradas
| Paradas (2009)    | Posição |
| ----------------- | ------- |
| Bélgica (Valônia) | 25      |
| Europa            | 7       |
| França            | 1       |
| Suíça             | 77      |